# Естадио BBVA
„Естадио BBVA“ (на испански: Estadio BBVA), известен още като „Стоманеният гигант“ (El Gigante de Acero), е футболен стадион в Гуадалупе, Нуево Леон, Мексико. На него домакинските си мачове играе отборът на „КФ Монтерей“. Построен е между 2011 и 2015 година, като е официално открит на 2 август 2015 година в мач, в който „Монтерей“ побеждава „Бенфика“ с 3:0. Цената на съоръжението е около 200 милиона щ.д., а капацитетът му е 53 500 зрители.
Архитектурата на стадиона е проектирана от международното студио Populous в сътрудничество с мексиканския екип VFO Arquitectos. Съоръжението е построено с оглед на устойчиво развитие и предлага впечатляващ изглед към близката планина Серо де ла Сила.
Стадионът ще бъде едно от спортните съоръжения, където ще се играят мачове от Световното първенство по футбол през 2026 г.
Освен футболни срещи на стадиона се провеждат концерти, корпоративни събития и различни културни прояви.